# Megumi Nakajima
 (août 2024).
Si vous disposez d'ouvrages ou d'articles de référence ou si vous connaissez des sites web de qualité traitant du thème abordé ici, merci de compléter l'article en donnant les références utiles à sa vérifiabilité et en les liant à la section « Notes et références ».
Megumi Nakajima (中島 愛, Nakajima Megumi), née le 5 juin 1989 à Mito dans la préfecture d’Ibaraki, est une chanteuse et seiyū japonaise.

## Biographie

### Carrière
Elle est affiliée à E-Stone Music. Son implication dans l'industrie du divertissement a débuté en 2003 en participant aux auditions tenues par l'agence Stardust Promotion à laquelle elle fut affiliée à la suite de ces auditions. Son début en tant que seiyū quant à lui débute en 2007 à la suite d'une audition organisée par la compagnie de musique Victor Entertainment ce qui lui a permis en 2008 de prêter sa voix à Ranka rLee dans la série animé Macross Frontier. En 2009, elle sort son premier single « Tenshi ni Naritai » qui est suivi de son première album I Love You sorti en 2010.
Initialement retenue pour le rôle de Rona Chevalier dans Nidome no Jinsei o Isekai de, elle finit par quitter le projet à cause de dissentions avec le créateur.

## Discographie
- I Love You (2010)
- Be With You (2012)
- Thank You (2014)
- Curiosity ( 2018)
- Lovely Time Travel (2019)
- 30 Pieces of Love (2019

## Rôles
- Akikan!: Miku
- Aquarion Evol: Bianca Sazanka
- Ascendance of a Bookworm: Tuuli
- Asteroid in Love: Usami Ayano
- A Town Where You Live: Eba Yuzuki
- Basquash! : Citron
- Busou Shinki: Altlene
- Détective Conan: Kaoru Inoue
- Fairy Tail : Lyra
- Fuuka: Eba Yuzuki
- Hakkenden: Tōhō Hakken Ibun: Inumara Hinaginu
- Happiness Charge Precure: Megumi Aino / Cure Lovely, Phantom
- Hibi wa Sugiredo Meshi Umashi: Kodama Sakura
- Ikoku Meiro no Croisée: Anne
- KanColle: Kinugasa
- Kampfer : Sakura Kaede
- Kimi no Iru Machi : Yuzuki Eba
- Kobato: Mihara Chiho
- Last Exile: Cecily
- Macross Frontier : Ranka Lee
- Maou-sama, Retry! R: Beatrice
- Mondaji-Tachi ga Isekai kara Kuru Sou Desu yo? : You Kasukabe
- Moshidora: Tanagawa Mari
- No.6: Karan
- Ousama Game The Animation: Kobayashi Yuuna
- Phi Brain: Kami no Puzzle: Himekawa Elena
- VOCALOID : Megpoid (Gumi)
- Pokemon : Meloetta, Layla, Célesta
- Record of Grancrest War: Luna
- Rinne no Raguranje: Grania
- Sacred Seven : Aiba Ruri
- Saint Seiya: Saintia Shō: Dolphin Mii
- Saki Achiga-hen episode of Side-A: Arai Sophia
- Shaman King: Kororo
- Sunohara-sō no Kanrinin-san: Osonoi Maiko
- Tamayura: Hoshi Manami
- Violet Evergarden: Abelfreyja Drossel Charlotte